# Пакаринен, Эса
Э́са Па́каринен, полностью: Фе́ликс Э́сайас Па́каринен (фин. Esa Pakarinen, Feeliks Esaias Pakarinen; 9 февраля 1911, Ряаккюля, Великое княжество Финляндское — 28 апреля 1989, Варкаус, Финляндия) — финский актёр, юморист, певец, гармонист, композитор.

## Биография
Эса Пакаринен родился в 1911 году в местечке Раяккюля, после Второй мировой войны поселился в городе Варкаус, где и жил до самой смерти. Начал сниматься в кино с начала 1950-х годов. Первый фильм с его участием — «На рынке Рованиеми» (1951). Наиболее известными являются фильмы из цикла «Пекка Пуупяя» (1953—1959), а также «Летающий калакукко» (1953), его партнёрами в кино были Олави Вирта, Тапио Раутаваара, Рейно Хелисмаа, Йорма Икявалко, Маса Ниеми, Сиири Ангеркоски и многие другие. Кроме съёмок в кино Пакаринен выступал в роли автора и исполнителя популярных песен. В 1950-е годы он записывал песни под гармошку в стиле енка, но в основном исполнял песни из кинофильмов, в которых сам же снимался. В 1960-е в его творчестве наступил перерыв, но в 1970-е начался новый подъём, когда он записал несколько альбомов в духе юмористического рок-н-ролла: это были переведённые на финский язык песни ряда американских исполнителей — Джонни Кэша, Элвиса Пресли, Билла Хейли и других. На протяжении всей музыкальной карьеры записывал как сольные записи, так и дуэты со многими известными финскими певцами того времени, включая Рейно Хелисмаа, Эско Тойвонена, Ирвина Гудмена и Матти Лоухивуори.
Скончался в апреле 1989 года от рака.

## Дискография
- Pakarock (1974)
- Pakarock 2 (1976)
- Maailman paras levy (1977)
- Beat (1988)

## Фильмография
- «На рынке Рованиеми» (1951)
- «Брат с Дикого Запада» (1952)
- «Se alkoi sateessa» (1953)
- «Rantasalmen sulttaani» (1953)
- «Летающий калакукко» (1953)
- «Пекка Пуупяя» (1953)
- «Пекка Пуупяя на летних каникулах» (1953)
- «Hei, rillumarei!» (1954)
- «Пекка и Пяткя по следам снежного человека» (1954)
- «Pekka ja Pätkä puistotäteinä» (1955)
- «Kiinni on ja pysyy» (1955)
- «Pekka ja Pätkä pahassa pulassa» (1955)
- «Pekka ja Pätkä ketjukolarissa» (1957)
- «Pekka ja Pätkä salapoliiseina» (1957)
- «Pekka ja Pätkä sammakkomiehinä» (1957)
- «Пекка и Пяткя в Суэце» (1958)
- «Pekka ja Pätkä miljonääreinä» (1958)
- «Pekka ja Pätkä mestarimaalareina» (1959)
- «Pekka ja Pätkä neekereinä» (1960)
- «Mullin mallin» (1961)
- «Meiltähän tämä käy» (1973)

В художественном фильме Тимо Койвусало «Лебедь и странник» (1999) роль Пакаринена сыграл Хейкки Ноусиайнен.